# Tramway d'Avranches
Le tramway d'Avranches est une ancienne ligne de tramway qui reliait la gare au centre-ville d'Avranches entre 1907 et 1914.

## Histoire

### Mise en service
En janvier 1907, tout ou partie des automotrices destinées à la ligne sont livrées. Puis au cours du mois de mars, les essais se déroulent et l'inauguration est annoncée pour le 1er avril 1907,. Celle-ci est cependant repoussée au dimanche 14 avril 1907 coïncidant avec la première visite du préfet dans la ville. L'inauguration donnent lieu à des festivités, rapportées dans le Journal de la Manche et de la Basse-Normandie :

« L’inauguration du tramway allant de la ville à la gare de l’Ouest a eu lieu dimanche dernier. Les maisons étaient pavoisées et sur la place Littré un arc de triomphe se dressait portant cette inscription : Science ! Progrès ! A 11 h. 45 le préfet arrive en automobile. Il est reçu par la municipalité à l’hôtel-de-ville, où a lieu le banquet. Il y avait 160 convives. Remarqués parmi eux : MM. le préfet de la Manche; Morel, maire de Saint-James ; Bazîre, sénateur ; Chevrel, maire ; les conseillers municipaux ; un maire du canton et de nombreux fonctionnaires. Au dessert, des discours furent prononcés par MM. Anfray, Morel, Bazire, Chevrel et le préfet. Ces Messieurs se trouvaient en retard de trois quarts d’heure sur le programme, quand eut lieu la sortie du banquet. La musique municipale, qui avait prêté son concours durant le festin, joue plusieurs morceaux. Après la réception de MM. les Ingénieurs, le tramway monte à la Croix-des-Perrières, où la Musique Municipale donne un concert. A 5 heures, le cortège se forme pour la descente de la visite aux usines. La fête de Pont-Gilbert, particulièrement réussie, a été clôturée à 8 heures 1/2 par un feu d’artifice, suivi d’une retraite aux flam beaux. »

La ligne est mise en service le mardi 16 avril 1907 entre la gare de l'Ouest (actuelle gare d'Avranches) et l'Octroi du Centre avec douze aller-retours journaliers. Le projet prévoit que le terminus de la ligne en ville soit situé à la gare terminus du tramway d'Avranches à Saint-James en empruntant sa voie entre l'Octroi du Centre (actuelle place Patton) et la gare. La voie et l'aiguillage raccordant les deux lignes ont bien été posés, un défaut de l'aiguillage a même provoqué en mars 1907 un accident, le tramway d'Avranches à Saint-James s'étant engagé à la suite de ce défaut sur la voie du tramway électrique vers la gare provoquant le déraillement d'un wagon en queue de train. Mais la Société des chemins de fer de la Manche exploitant la ligne électrique et la Compagnie des tramways normands exploitant le tramway d'Avranches à Saint-James ne parvenant pas à se mettre d'accord sur les modalités d'exploitation de la section en commun, la ligne électrique est limitée à l'Octroi du Centre.

### Prolongements en 1909
Au cours de l'année 1909, une partie des services est prolongée de la gare d'Avranches-État à la gare des CFM puis au troisième ou quatrième trimestre de la même année, la ligne est prolongée de l'Octroi du Centre à la gare terminus du tramway d'Avranches à Saint-James,.

### Suppression
Le service est supprimé le 31 juillet 1914 et ne reprend pas malgré une mise en demeure du département en 1916. Ce dernier accorde en 1917 une subvention annuelle de 5 000 francs à la ville d'Avranches pour organiser un service de substitution. La ville conclut au cours de l'année 1918 un contrat avec monsieur Ferré pour organiser un service de substitution par omnibus hippomobile. Ce service hippomobile est par la suite remplacé par une ligne d'autobus exploitée pour le compte de la ville par la Compagnie des chemins de fer normands moyennant une subvention annuelle de 12 000 francs (dont les 5 000 francs de subvention du département). La gestion de la ligne est reprise à partir du 1er janvier 1932 par le département de la Manche, l'exploitation restant assurée par la Compagnie des chemins de fer normands.

## Infrastructure

### Voies et tracés
La ligne est construite à l'écartement métrique (1 000 mm) principalement en voie unique et possède au moins deux évitements, le premier au terminus de la gare d'Avranches-Ouest et l'autre devant l'entrée du jardin de l'Évêché rue du Général de Gaulle,.